# Franziska Gänsler

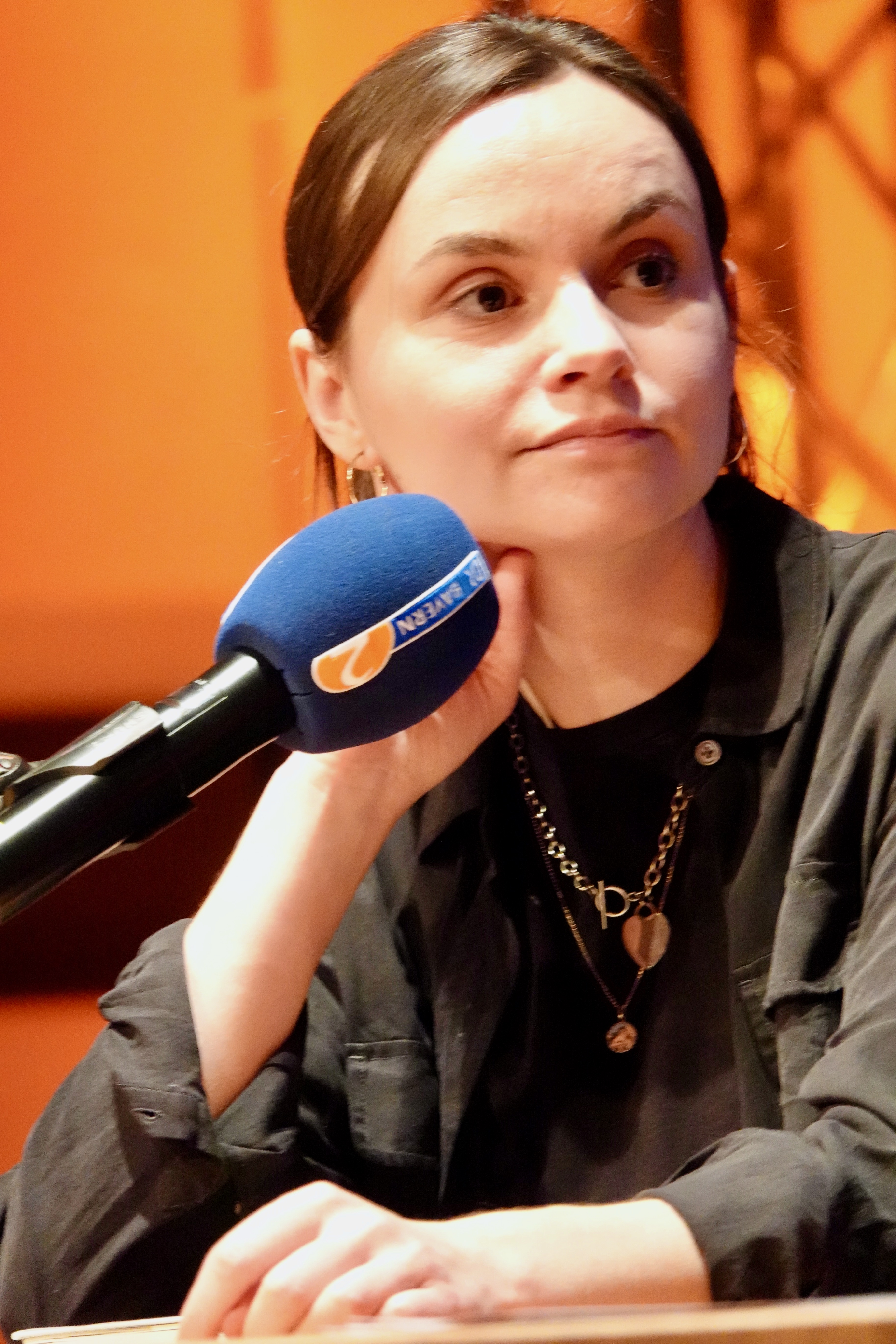
Franziska Gänsler, 2024

Franziska Gänsler (geb. 1987 in Augsburg) ist eine deutsche Schriftstellerin.

## Leben
Schon als Kind und Jugendliche war Gänsler literarisch aktiv und nahm an Schreibwerkstätten teil. Ihr Werdegang führte sie nach dem Abitur zunächst nach Berlin, wo sie Modedesign studierte und eine Abschlusskollektion zu Dostojewskis Schuld und Sühne vorstellte. Die Modebranche erfüllte sie jedoch nicht, sodass sie sich der Malerei an der Universität der Künste Berlin widmete, bevor sie entschied, sich ganz dem Schreiben zu widmen. Ein weiterführendes Studium der Anglistik und eine Tätigkeit als Kunstvermittlerin in Wien ergänzten ihre Ausbildung. Gänsler lebt in Augsburg und Berlin.

## Wirken
Gänsler ist für ihre Darstellung komplexer menschlicher Beziehungen bekannt, insbesondere zwischen Müttern und Töchtern. Ihr literarisches Debüt gab sie 2022 mit dem Roman Ewig Sommer, der als Roman im Rahmen der Klimakrise große Beachtung fand und dessen erste Auflage schnell ausverkauft war. Der Roman zeichnet sich durch seine Atmosphäre und die Darstellung der durch Umweltkatastrophen geprägten Welt aus und wurde in diverse Sprachen übersetzt, mit Preisen ausgezeichnet und für die Bühne adaptiert. Ihr zweites Werk, Wie Inseln im Licht (2024), behandelt ebenfalls familiäre Themen und wurde für seinen literarischen Stil und die spannungsgeladene Erzählweise gelobt. Sie lehnte im Jahr 2022 die Nominierung mit dem Debütpreis des Harbour Front Literaturfestivals ab.